# Kalmar
Kalmar és la capital del comtat homònim, a la regió història de Småland, Suècia. Situada a la vora de la mar Bàltica, la ciutat tenia 36.392 habitants l'any 2010.

## Història
Kalmar és una de les ciutats més antigues de Suècia. Tot i que els documents més vells que en parlen daten del segle xi, se sap que l'àrea havia estat habitada des de temps prehistòrics.
El segle xii es construí una fortalesa, per a protegir-se dels danesos, ja que en aquella època era una ciutat fronterera.
A finals del segle XIV la reina Margarida I de Dinamarca convocà els estaments de Suècia i Noruega a Kalmar i promulgà la Unió de Kalmar (1397), una unió dels tres regnes en una sola monarquia, que duraria fins al 1523.
El 1505 el monarca Joan I de Dinamarca executà el batlle i tot el consell de la ciutat per donar suport a l'independentisme que volia Suècia fora de la Unió.
Entre 1611 i 1613 tingué lloc la Guerra de Kalmar, un conflicte entre Dinamarca i Suècia, en el qual bona part de la vila fou destruïda.
Amb el Tractat de Roskilde el 1658 Suècia incorporà les províncies de Halland, Escània i Blekinge. Amb això, Kalmar deixà de ser una ciutat de frontera i la seva importància estratègica disminuí.
En els anys 60 i els 70 s'enderrocà part del centre de la ciutat per donar pas a comerços, bancs. i d'altres establiments. No obstant això, el grau de conservació del patrimoni històric és força superior al d'altres ciutats sueques.

## Economia
Les activitats econòmiques que dominen el mercat laboral de Kalmar són la indústria, el comerç i el sector serveis. Les majors empreses que es troben a la ciutat, quant a nombre d'empleats, són Atlas Copco (enfocada a la producció d'equip industrial), la companyia d'autobusos Nobina Sverige, la distribuïdora de diaris Tidningsbärarna, la manufacturera IKEA, i l'empresa de carns KLS Ugglarps; totes elles sueques.
En Kalmar van estar instal·lades altres empreses històriques, com la planta productora de trens i automòbils Kalmar Verkstad, fundada en 1902 i tancada en 2005 quan ja formava part de la companyia francesa Bombardier. Volvo va tenir una gran planta de producció d'automòbils entre 1974 i 1994. Kalmar ångkvarn, que va ser en el seu moment una de les més grans productores de farina a Escandinàvia, va ser fundada a en 1847, en 1862 es va traslladar a Kalmar, i va tancar en 1957. Les seves instal·lacions són avui dia el Museu de la Província de Kalmar.
Altres indústries importants en la història de la ciutat són Nordchoklad, fundada en 1903 com Kalmar Karamellfabrik; Kalmar nya tapetfabrik, una fàbrica de paper tapís (1882-1971), la productora de margarina Margarinfabriken Svea, i la metal·lúrgica Olle Engdahls Plåt & Smide.
El major centre comercial de Kalmar és Hansa City, situat en l'antiga planta de producció de Volvo.

## Comunicacions
La ciutat es comunica per ferrocarril a través de la Línia Costa a Costa (Kust till kust-banan) amb Gotemburg, i a través de la Línia del Vall del Stångån amb Linköping.
També és possible arribar a la ciutat per autobús o avió (a través de l'Aeroport de Kalmar). Al nord de Kalmar es troba el pont de Öland, que enllaça l'illa del mateix nom amb terra ferma. Kalmar es troba en la ruta europea I22, que uneix Malmö amb Norrköping, i és el punt de partida de la ruta nacional 25, que arriba a Halmstad i a Växjö. L'empresa Kalmar Läns Trafik (KLT) ofereix viatges amb autobús dins de la ciutat i la província, així com alguns trajectes amb tren.
De l'aeroport de Kalmar surten diàriament vols a Estocolm. Compta també amb vols xàrter a Espanya, Creta, Turquia i Alemanya.

## Turisme
Kalmar és una de les ciutats més meridionals de Suècia i és un punt d'accés per a les illes d'Oland i Gotland, ja sigui directament o través de la connexió d'Oskarshamn.
Els principals atractius turístics són el castell de Kalmar, d'origen medieval i restaurat en successives ocasions fins al segle XIX, la catedral del segle XVII i el Museu de Kalmar, on s'exposen les restes del vaixell Kronan, enfonsat el 1676 durant la guerra entre Suècia i Holanda.

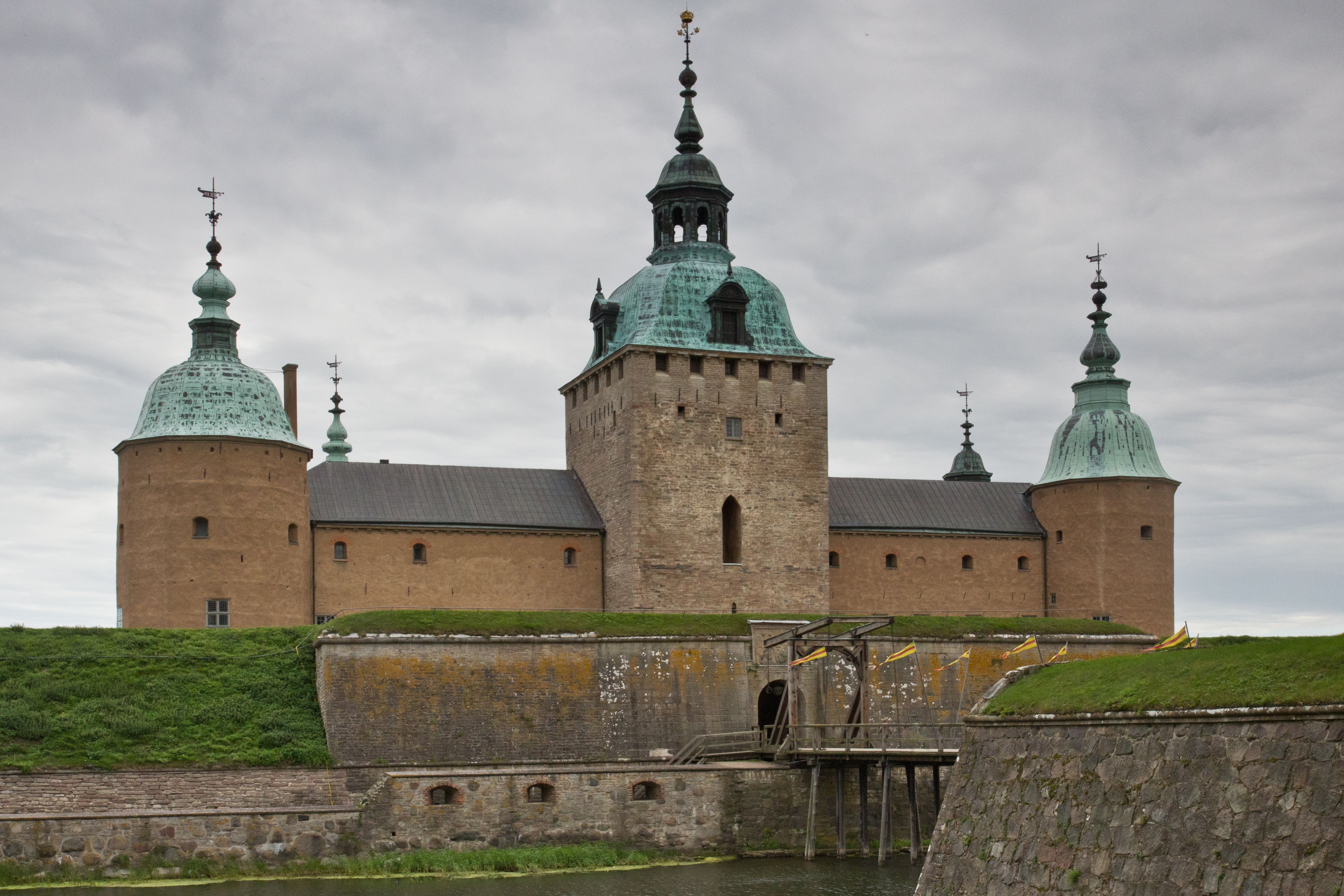
Castell de Kalmar

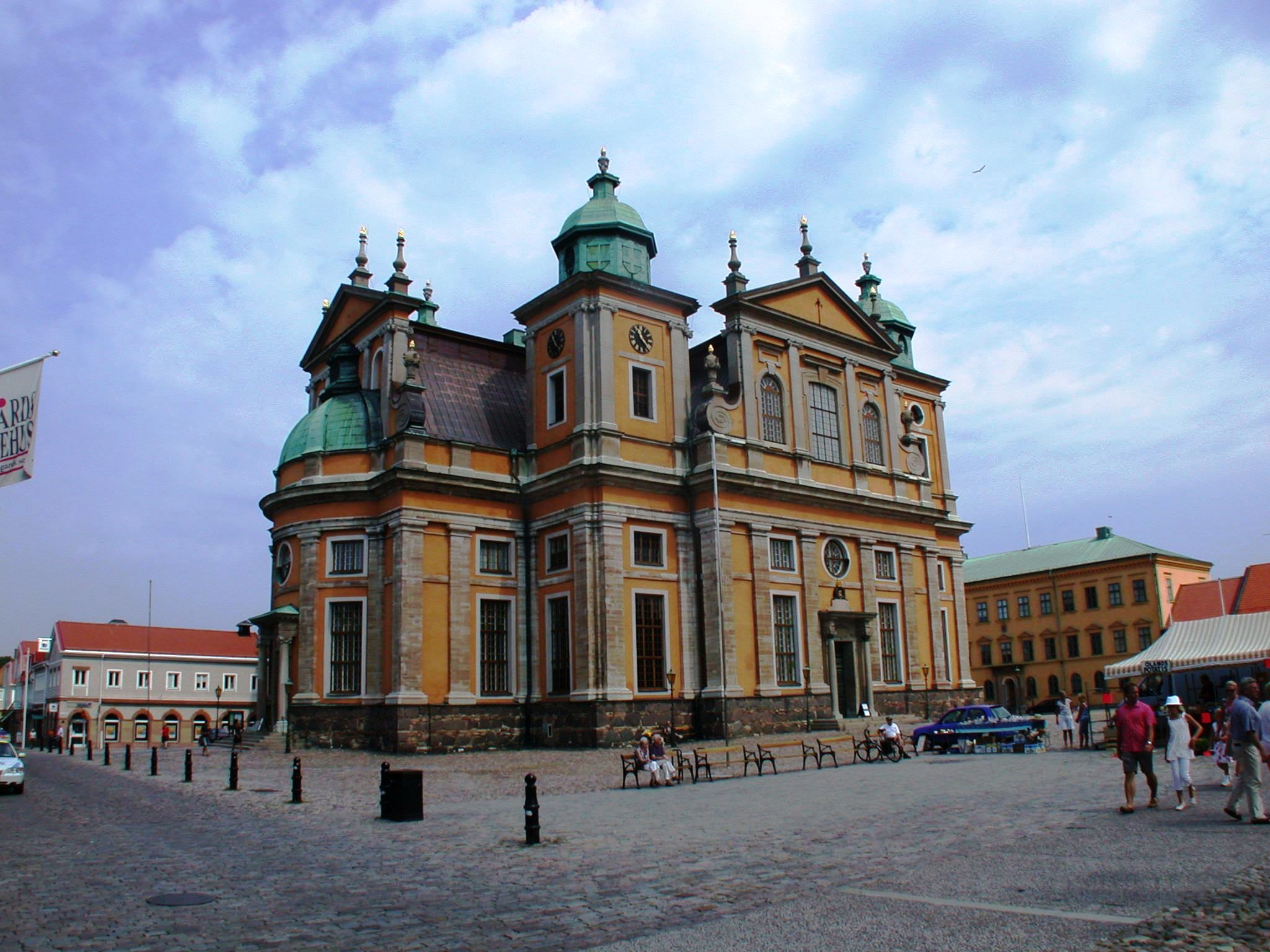
Catedral de Kalmar

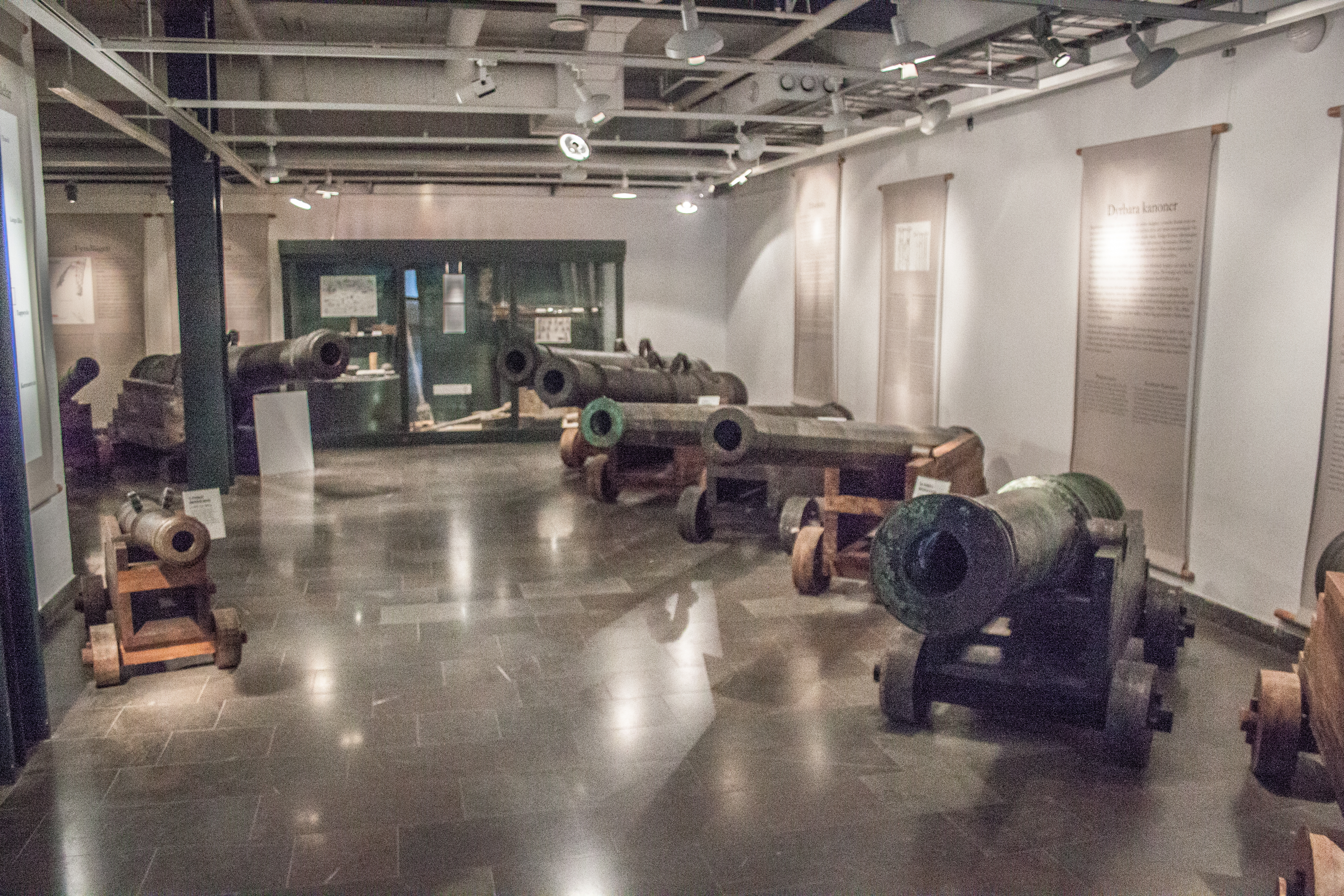
Sala de canons del Kronan, al Museu de Kalmar